# Гиллиам, Армен
Армен Луис Гиллиам (англ. Armen Louis Gilliam; имя при рождении — Армон Луис Гиллиам (англ. Armon Louis Gilliam); 28 мая 1964 года, Бетел-Парк, Пенсильвания, США — 5 июля 2011 года, Бриджвилл, Пенсильвания, США) — американский профессиональный баскетболист и тренер.

## Ранние годы
Армен Гиллиам родился в городе Бетел-Парк, пригороде Питтсбурга (штат Пенсильвания), учился в одноимённой школе, в которой играл за местную баскетбольную команду. После окончания школы, в 1982 году, он поступил в Индепенденсский общественный колледж, в котором обучался всего один год, став самым выдающимся игроком баскетбольной команды, которая дошла до финала Junior College, заняв итоговое 6-е место (последнее). Армен в среднем за игру набирал по 24,9 очка и 14 подборов в пяти встречах турнира и был включён в сборную всех звёзд National Junior college.

## Студенческая карьера
В 1987 году Гиллиам окончил университет Невады в Лас-Вегасе, где в течение трёх лет выступал за команду «УНЛВ Раннин Ребелс», в которой провёл успешную карьеру, набрав в итоге 1855 очков, 890 подборов, 58 передач, 122 перехвата и 91 блок-шот, к тому же все три года помогал выиграть своей команде регулярный чемпионат и турнир конференции Pacific Coast Athletic Association (PCAA) (1985—1987). Кроме того два раза подряд «Раннин Ребелс» доходили до 1/8 финала студенческого чемпионата США (1986—1987), а в 1987 году пробились в финал четырёх NCAA, где проиграли в полуфинале будущему победителю турнира, команде «Индиана Хузерс» (93—97).
В сезоне 1986/1987 годов «Раннин Ребелс» выиграли 38 матчей, установив рекорд первого дивизиона NCAA по количеству побед в сезоне, сам же Гиллиам набрал за турнир 998 очков, что до сих пор является клубным рекордом. Одноклубник Гиллиама, Фрэнк Джеймс, увидев его бицепсы в сочетании с напряженными действиями под корзиной, а также зная, что он родом из сталелитейного города, дал ему прозвище "The Hammer" («Молот»).
В 1997 году Гиллиам был включён в Зал Славы школы Бетел-Парк, в 1998 году — в Зал Славы университета Невады в Лас-Вегасе, а в ноябре 2007 года свитер с номером 35, под которым он выступал, был закреплён за ним и выведен из употребления.

## Карьера в НБА
Играл на позиции тяжёлого форварда и лёгкого форварда. В 1987 году был выбран на драфте НБА под 2-м номером командой «Финикс Санз». Позже выступал за команды «Шарлотт Хорнетс», «Филадельфия-76», «Нью-Джерси Нетс», «Милуоки Бакс», «Юта Джаз» и «Питтсбург Иксплошн» (АБА). Всего в НБА провёл 13 сезонов. Включался в 1-ю сборную новичков НБА (1988). В 1987 году признавался баскетболистом года среди студентов конференции Pacific Coast Athletic Association, а также включался во 2-ю всеамериканскую сборную NCAA. Всего за карьеру в НБА сыграл 929 игр, в которых набрал 12 700 очков (в среднем 13,7 за игру), сделал 6401 подбор, 1088 передач, 676 перехватов и 607 блок-шотов.
В 1986 году Гиллиам стал в составе сборной США победителем чемпионата мира по баскетболу в Испании, обыграв в финале сборную СССР (87—85).

## Смена имени
К концу своей профессиональной карьеры в НБА Гиллиам изменил написание своего имени с «Армон» на «Армен», потому что устал от того, что его постоянно неправильно произносят. Он посчитал, что если изменит всего одну букву в своём имени, то его будет легче произносить и подчеркнул, что смена имени никак не связана со сменой вероисповедания и ни с какими другими религиозными мотивами.

## Тренерская карьера
После завершения профессиональной карьеры игрока Гиллиам работал на должности главного тренера студенческой команды «Пенн Стэйт Маккиспорт Ниттани Лайонс» (2001—2002), которая выступала в USCAA, неплохо сыграла в плей-фф турнира и дошла до финала конференции. Затем на протяжении трёх лет руководил студенческой командой «Пенн Стэйт Алтуна Лайонс» (третий дивизион NCAA) (2002—2005), в которой провёл пару неудачных сезонов в своей тренерской карьере. В 2005 году устроился на должность играющего тренера в команду «Питтсбург Иксплошн» (АБА) (2005—2006), которая попала в число шести лучших команд регулярного чемпионата из 48-и. Гиллиам набирал в среднем за игру по 23,8 очка и 9,1 подбора, был включён в сборную всех звёзд восточной конференции, а также признан самым ценным игроком матча всех звёзд АБА 2006 года, проходившего на арене Банк-Атлантик Центр во Флориде, набрав в нём 32 очка и сделав 15 подборов.

## Смерть
Вечером 5 июля 2011 года Гиллиам упал в обморок во время баскетбольного матча в городе Бриджвилл, пригороде Питтсбурга (штат Пенсильвания). Вскоре он был доставлен в близлежащий госпиталь Сент-Клэр, который находится в городе Маунт-Лебанон, другом пригороде Питтсбурга, где врачи только смогли констатировать, что он умер от сердечного приступа.

## Статистика

### Статистика в НБА
| Сезон                                                                                    | Команда     | Регулярный сезон | Регулярный сезон | Регулярный сезон | Регулярный сезон | Регулярный сезон | Регулярный сезон | Регулярный сезон | Регулярный сезон | Регулярный сезон | Регулярный сезон | Регулярный сезон | Серия плей-офф | Серия плей-офф | Серия плей-офф | Серия плей-офф | Серия плей-офф | Серия плей-офф | Серия плей-офф | Серия плей-офф | Серия плей-офф | Серия плей-офф | Серия плей-офф |
| Сезон                                                                                    | Команда     | GP               | GS               | MPG              | FG%              | 3P%              | FT%              | RPG              | APG              | SPG              | BPG              | PPG              | GP             | GS             | MPG            | FG%            | 3P%            | FT%            | RPG            | APG            | SPG            | BPG            | PPG            |
| ---------------------------------------------------------------------------------------- | ----------- | ---------------- | ---------------- | ---------------- | ---------------- | ---------------- | ---------------- | ---------------- | ---------------- | ---------------- | ---------------- | ---------------- | -------------- | -------------- | -------------- | -------------- | -------------- | -------------- | -------------- | -------------- | -------------- | -------------- | -------------- |
| 1987/88                                                                                  | Финикс      | 55               | 53               | 32,9             | 47,5             | -                | 67,9             | 7,9              | 1,3              | 1,1              | 0,5              | 14,8             | Не участвовал  | Не участвовал  | Не участвовал  | Не участвовал  | Не участвовал  | Не участвовал  | Не участвовал  | Не участвовал  | Не участвовал  | Не участвовал  | Не участвовал  |
| 1988/89                                                                                  | Финикс      | 74               | 60               | 28,6             | 50,3             | -                | 74,3             | 7,3              | 0,7              | 0,7              | 0,4              | 15,9             | 9              | 0              | 14,0           | 52,9           | -              | 86,4           | 5,0            | 0,2            | 0,1            | 0,2            | 8,1            |
| 1989/90                                                                                  | Финикс      | 16               | 7                | 16,7             | 43,0             | -                | 69,6             | 4,4              | 0,5              | 0,4              | 0,3              | 8,9              | Не участвовал  | Не участвовал  | Не участвовал  | Не участвовал  | Не участвовал  | Не участвовал  | Не участвовал  | Не участвовал  | Не участвовал  | Не участвовал  | Не участвовал  |
| 1989/90                                                                                  | Шарлотт     | 60               | 59               | 36,0             | 52,7             | 0,0              | 72,7             | 8,8              | 1,5              | 1,1              | 0,8              | 18,8             | Не участвовал  | Не участвовал  | Не участвовал  | Не участвовал  | Не участвовал  | Не участвовал  | Не участвовал  | Не участвовал  | Не участвовал  | Не участвовал  | Не участвовал  |
| 1990/91                                                                                  | Шарлотт     | 25               | 25               | 38,0             | 51,3             | -                | 81,3             | 9,4              | 1,1              | 1,4              | 0,8              | 19,8             | Не участвовал  | Не участвовал  | Не участвовал  | Не участвовал  | Не участвовал  | Не участвовал  | Не участвовал  | Не участвовал  | Не участвовал  | Не участвовал  | Не участвовал  |
| 1990/91                                                                                  | Филадельфия | 50               | 50               | 33,9             | 47,0             | 0,0              | 81,6             | 7,3              | 1,6              | 0,7              | 0,6              | 15,0             | 8              | 8              | 35,9           | 46,2           | -              | 84,8           | 6,5            | 1,3            | 0,6            | 0,8            | 16,9           |
| 1991/92                                                                                  | Филадельфия | 81               | 81               | 34,2             | 51,1             | 0,0              | 80,7             | 8,1              | 1,5              | 0,6              | 1,0              | 16,9             | Не участвовал  | Не участвовал  | Не участвовал  | Не участвовал  | Не участвовал  | Не участвовал  | Не участвовал  | Не участвовал  | Не участвовал  | Не участвовал  | Не участвовал  |
| 1992/93                                                                                  | Филадельфия | 80               | 26               | 21,8             | 46,4             | 0,0              | 84,3             | 5,9              | 1,5              | 0,5              | 0,7              | 12,4             | Не участвовал  | Не участвовал  | Не участвовал  | Не участвовал  | Не участвовал  | Не участвовал  | Не участвовал  | Не участвовал  | Не участвовал  | Не участвовал  | Не участвовал  |
| 1993/94                                                                                  | Нью-Джерси  | 82               | 5                | 24,0             | 51,0             | 0,0              | 75,9             | 6,1              | 0,8              | 0,5              | 0,7              | 11,8             | 4              | 0              | 28,0           | 44,1           | 0,0            | 75,0           | 6,3            | 0,3            | 0,5            | 1,8            | 10,5           |
| 1994/95                                                                                  | Нью-Джерси  | 82               | 30               | 30,1             | 50,3             | 0,0              | 77,0             | 7,5              | 1,2              | 0,8              | 1,1              | 14,8             | Не участвовал  | Не участвовал  | Не участвовал  | Не участвовал  | Не участвовал  | Не участвовал  | Не участвовал  | Не участвовал  | Не участвовал  | Не участвовал  | Не участвовал  |
| 1995/96                                                                                  | Нью-Джерси  | 78               | 76               | 36,6             | 47,4             | 0,0              | 79,1             | 9,1              | 1,8              | 0,9              | 0,7              | 18,3             | Не участвовал  | Не участвовал  | Не участвовал  | Не участвовал  | Не участвовал  | Не участвовал  | Не участвовал  | Не участвовал  | Не участвовал  | Не участвовал  | Не участвовал  |
| 1996/97                                                                                  | Милуоки     | 80               | 25               | 25,6             | 47,1             | -                | 76,8             | 6,2              | 0,7              | 0,8              | 0,5              | 8,6              | Не участвовал  | Не участвовал  | Не участвовал  | Не участвовал  | Не участвовал  | Не участвовал  | Не участвовал  | Не участвовал  | Не участвовал  | Не участвовал  | Не участвовал  |
| 1997/98                                                                                  | Милуоки     | 82               | 25               | 25,8             | 48,4             | 0,0              | 80,2             | 5,4              | 1,3              | 0,8              | 0,5              | 11,2             | Не участвовал  | Не участвовал  | Не участвовал  | Не участвовал  | Не участвовал  | Не участвовал  | Не участвовал  | Не участвовал  | Не участвовал  | Не участвовал  | Не участвовал  |
| 1998/99                                                                                  | Милуоки     | 34               | 5                | 19,6             | 45,3             | 0,0              | 78,2             | 3,7              | 0,6              | 0,6              | 0,4              | 8,3              | 3              | 0              | 11,7           | 40,0           | -              | 100,0          | 1,7            | 0,3            | 0,7            | 0,3            | 5,7            |
| 1999/00                                                                                  | Юта         | 50               | 0                | 15,6             | 43,6             | 0,0              | 77,9             | 4,2              | 0,8              | 0,2              | 0,3              | 6,7              | 10             | 0              | 13,2           | 32,6           | -              | 38,5           | 2,9            | 0,4            | 0,4            | 0,4            | 3,5            |
|                                                                                          | Всего       | 929              | 527              | 28,4             | 48,9             | 0,0              | 77,6             | 6,9              | 1,2              | 0,7              | 0,7              | 13,7             | 34             | 8              | 20,4           | 44,4           | 0,0            | 78,4           | 4,6            | 0,5            | 0,4            | 0,6            | 8,9            |
| Наведите курсор мыши на аббревиатуры в заголовке таблицы, чтобы прочесть их расшифровку. |             |                  |                  |                  |                  |                  |                  |                  |                  |                  |                  |                  |                |                |                |                |                |                |                |                |                |                |                |